# Literaturjahr 1905
Liste der Literaturjahre

1901 | 1902 | 1903 | 1904 | Literaturjahr 1905 | 1906 | 1908 | 1909 | ► | ►►

Weitere Ereignisse
Dieser Artikel behandelt das Literaturjahr 1905.

## Ereignisse

### Prosa
- Der Roman I.N.R.I. von Peter Rosegger erscheint.
- Von dem evangelischen Pfarrer und Schriftsteller Artur Brausewetter erscheint der Roman Königin Lear  – einer von insgesamt rund 50 Romanen, die er in seinem Leben verfasste.
- Der Brite A. A. Milne veröffentlicht seinen ersten Roman Lovers in London.

### Drama
- 6. März: Das Versdrama Catherina – Gräfin von Armagnac, Karl Gustav Vollmoellers erstes Theaterstück, hat am Carltheater in Wien seine Uraufführung.

### Wissenschaftliche Werke
- Frühjahr: Der zweite Teil des Aufsatzes Die protestantische Ethik und der Geist des Kapitalismus von Max Weber erscheint im Archiv für Sozialwissenschaft und Sozialpolitik.

- Sigmund Freud veröffentlicht die Studien Der Witz und seine Beziehung zum Unbewußten und Drei Abhandlungen zur Sexualtheorie.

### Religion
- 11. Januar: In New York City beginnt die Arbeit an der Catholic Encyclopedia unter der Leitung von fünf Redakteuren.

### Spielstätten
- 28. Oktober: Das Düsseldorfer Schauspielhaus wird mit der Aufführung von Friedrich Hebbels Judith eingeweiht.

### Weitere neue Bücher
- A Diary from Dixie: Mary Boykin Chesnut
- Der Einbruch des Meeres: Jules Verne
- Das Haus der Freude: Edith Wharton
- Heretics: G. K. Chesterton
- King Leopold's Soliloquy: Mark Twain
- Kipps: H. G. Wells
- The Lake: George A. Moore
- A Little Boy Lost: W. H. Hudson
- The Marriage of William Ashe: Mary Augusta Ward
- Orthodoxy: G. K. Chesterton
- Professor Unrat: Heinrich Mann
- The Saint: Antonio Fogazzaro
- The Scarlet Pimpernel: Baroness Orczy
- A Waif's Progress: Rhoda Broughton
- Where Angels Fear to Tread: E.M. Forster
- White Fang: Jack London
- Der siebente Tag: Elke Lasker-Schüler

Kopf der ersten Seite der Zeitschrift "Die Schaubühne"

### Zeitschriftengründungen
- 7. September: Siegfried Jacobsohn gründet in Berlin die Wochenzeitung Die Weltbühne (noch unter dem Titel Die Schaubühne).
- Mutterschutz. Zeitschrift zur Reform der sexuellen Ethik. 1905 bis 1907 herausgegeben von Helene Stöcker; ab 1908 Die neue Generation

## Geboren
- 02. Januar: Pelle Igel, deutscher Schriftsteller († 1981)
- 02. Januar: Auguste Lechner, österreichische Schriftstellerin († 2000)
- 31. Januar: John O’Hara, US-amerikanischer Schriftsteller († 1970)
- 02. Februar: Ayn Rand, US-amerikanische Schriftstellerin († 1982)
- 07. Februar: Paul Nizan, französischer Schriftsteller († 1940)
- 16. Mai: Lothar Irle, deutscher Schriftsteller († 1974)
- 20. Mai: Gerrit Achterberg, niederländischer Poet († 1962)
- 20. Juni: Lillian Hellman, US-amerikanische Dramatikerin und Schriftstellerin († 1984)
- 21. Juni: Jean-Paul Sartre, französischer Schriftsteller († 1980)
- 25. Juli: Elias Canetti, Schriftsteller und Nobelpreisträger († 1994)
- 11. August: Erwin Chargaff, amerikanischer Biochemiker und Schriftsteller († 2002)
- 21. August: Wilhelm Häberle, deutscher Missionar in Kamerun und Schriftsteller († 1975)
- 05. September: Arthur Koestler, österreichisch-ungarischer Schriftsteller († 1983)
- 12. Dezember: Manès Sperber, österreichisch-französischer Schriftsteller († 1984)
- 21. Dezember: Anthony Powell, britischer Romancier und Literaturkritiker († 2000)
- 1904/1905: Harry Domela, deutschbaltischer Hochstapler, Autor und Spanienkämpfer († nach 1977)

## Gestorben
- 11. Februar: Otto Erich Hartleben, deutscher Schriftsteller und Dramatiker (* 1864)
- 24. März: Jules Verne, französischer Schriftsteller (* 1828)

- 18. September: George MacDonald, schottischer Schriftsteller und Dichter (* 1824)
- 04. November: Clara Müller-Jahnke, deutsche Dichterin, Journalistin und Frauenrechtlerin (* 1860)

## Literaturpreise 1905
- Nobelpreis für Literatur: Henryk Sienkiewicz
- Prix Goncourt: Claude Farrère mit Les Civilisés